# 南満洲鉄道パシナ型蒸気機関車
南満洲鉄道パシナ型蒸気機関車は、南満洲鉄道（満鉄）が設計・製造・運用した蒸気機関車。満鉄の看板列車「あじあ」の牽引機として設計・製造された。

## 開発の背景
1933年（昭和8年）8月、満鉄では大連 - 新京間を結ぶ新たな特急列車（「あじあ」）の開発が決定された。この特急列車は当時の満鉄の最優等列車「はと」を上回る高速運転を行うこととされ、その牽引を行う大出力・高速の機関車として開発されたのがパシナ型蒸気機関車である。

## 構造
パシナの設計は、それまで急行列車の牽引機として運用されていたパシコをベースとした。パシコを超える高速性能を得るため、動輪の直径はパシコの1,850 mmから2,000 mmに拡大されたほか、ボイラー圧力は14.1 kg/cm2から15.5 kg/cm2に引き上げられた。燃焼室とアメリカで広く使用されたシュミットE式過熱管を使用。ブラストノズルは通常の円筒型ではなく、菊花型を使用。
大型のボイラーを搭載し、軸重は約23 tとなった。一方で軽量化のためにボイラーの素材にはアメリカから輸入された2.25パーセントのニッケルクロム鋼を使用した。
デュポン式BKM型自動給炭機と多弁式加減弁装置、主連棒などの軸受にフローティングブッシュ、自動動輪軸軸箱楔アリゲーター式クロスヘッド。炭水車の台車にはスウェーデンSKF社製コロ軸受を採用した。主台枠は棒台枠、後台枠は一体鋳鋼製クレードル式、従台車にはデルタ式を使用している。
設計に当たって、軸重が23 tを超えないよう、従台車を2軸とした軸配置2C2（4-6-4）のハドソン型（形式観点からハドイ）とする案もあったが、与えられた開発期間が短く失敗が許されないため、最終的に満鉄での実績が豊富なパシフィック型が採用された。設計陣は軽量化や軸重の配分に苦心し、機器類をできるだけ機関車前方に搭載し、自動給炭機の動力装置を炭水車に設置するといった工夫によって軸重を制限内に収めている。
パシナを大きく特徴づける流線形カバー（重量は2.5 t）は、初期生産型の11両（970～980）から装着された。その後も川西航空機の風洞を用いて形状が検討され、1936年（昭和11年）に製造された最終生産型の1両（981）に反映された。981は流線型の傾斜を増してカバーが下部まで延長され、初期生産型では露出していた前部連結器をカバー内に収めた洗練された形状となり、「ヘルメット型」と呼ばれて人気を博した。

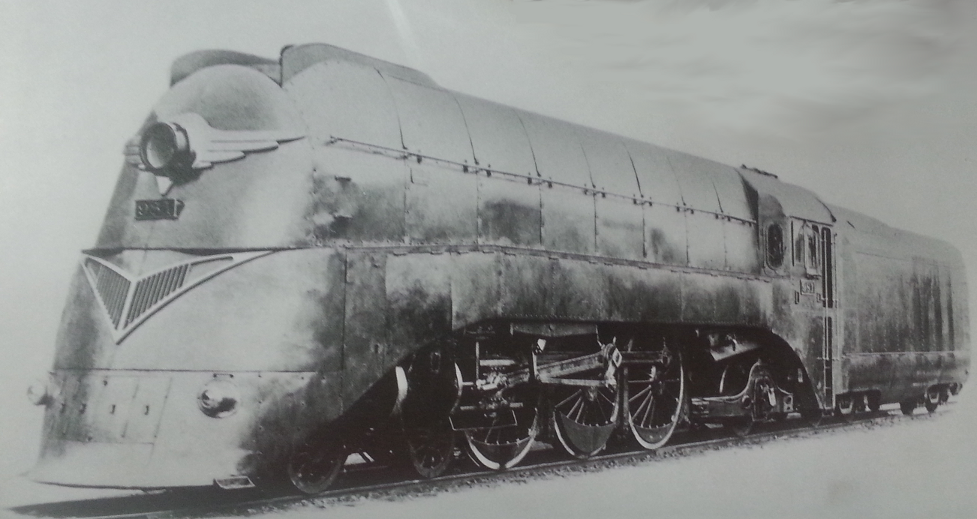
最終生産型のパシナ（981）

## 製造
パシナは1934年（昭和9年）に11両が製造された。970～972までの3両が満鉄沙河口工場で、973～980までの8両が川崎車輌での製造である。全てのパシナを自社で製造しなかったのは、運行開始までの期間が短く自社工場だけでは必要な数のパシナを調達できなかったためである。なお、979は川崎車輌で製造された1,500両目の機関車となった。
1936年（昭和11年）には12両目のパシナとなる981が川崎車輌で製造された。

## 運用
「あじあ」の運転開始当初は11両のパシナのうち7両が大連機関区、4両が新京機関区に配置され、奉天駅で機関車と乗務員の交代を行った。後に、パシナの運用成績が安定すると奉天駅での機関車交代は行われなくなり、大連 - 新京間を同一のパシナが牽引し乗務員のみが奉天駅で交代する方式に改められた。また、「あじあ」だけでなく急行「はと」の牽引もパシナが担当している。
パシナは軸重が約23 tと重く、軌道の規格が高い連京線（大連 - 新京間）でのみ走行可能だった。そのため京浜線（新京 - ハルビン間）には乗り入れることができず、新京 - ハルビン間の「あじあ」はパシシ（後にパシロに変更）が牽引した。
「あじあ」運休後もパシナは「はと」の牽引を続け、時には普通列車を牽引することもあった。

## 弾丸列車
昭和16年に弾丸列車計画で使用する機関車を設計するため、鉄道省の車両課・運転課・研究所が協同して満鉄に訪れ、パシナを用いた性能試験に参加している。パシナで得られたデータに05型蒸気機関車と同じハドソン型、2300㎜の動輪を組み合わせたHC51型が計画された。

## 戦後
戦後はソ連などに接収されて、中華人民共和国で呼称を「勝利（SL）7型」に変えられた。その中でSL753(972)は特徴的な流線型のカバーを取り払われ、通常の外見になった。
戦後、パシナの消息は長らく不明であったが、1980年頃に中国で存在が確認されるようになり、1984年（昭和59年）には日中の鉄道技術者の協力のもと751号機が走行可能な状態まで復元された。
満鉄会などが中心になって返還運動を進めたが実現することはなく会は解散している。
戦後に見つかったパシナは751(970)、753(972)、754(973)、755(974)、757(976)の5両あり、その中で753、754と755の3両は解体された。757に関しては、見つかったのが2000年代以降とつい最近であった。

## 保存
12両製造されたパシナのうち現存が確認されているのは751号機と757号機の2両で、どちらも瀋陽鉄道陳列館に保存されている。2019年（令和元年）まで一般公開はされず、研究者や鉄道関係者のみ見学することができたが、2019年以降は一般公開が行われている。

## 鉄道模型
Nゲージでは、マイクロエースによって「あじあ号セット」などで模型化されている。
またHOモデルではカツミやEisenbahn Canadaが製品化している。